# 鄭端
鄭端（1639年—1692年），字司直，一字德信，直隶真定府棗強縣（今河北省枣强县）人。清朝政治人物。谥端清。

## 生平
顺治十六年（1659年）己亥科三甲进士，選翰林院庶吉士，散館改工部主事。康熙六年（1667年）升工部员外郎，奉命视三楚，清查弊政，使得当地吏治大振。康熙七年（1668年）升户部郎中，出主江西乡试。康熙九年（1670年）任贵州提学道，加按察司佥事銜，重振当地文风，任间“明科条，绝请托”。丁父忧去職。
康熙十五年（1676年）任陕西神木道。任内三藩之乱爆發，滇黔用兵，郑端“羽书旁午，事无留滞”。三年丁母忧。
康熙二十年（1681年），任浙江甯绍台巡海道兼粮道，任內“念弁丁运解之苦，加意周恤，一切陋规 革除殆尽”，因政绩突出，被浙江巡抚 举荐为“两浙，廉明第一”；康熙二十四年（1685年）調凉庄道，“修守备、严边防”政事，休憩学宫，亲自为当地读书人授课。
康熙二十六年（1687年）升湖南按察使。次年改安徽布政使，期间康熙帝南巡，郑端身率属吏按南巡所需供给尽量从官府出，事事妥帖而不扰民，受到百姓爱戴。 
康熙二十八年（1689年）任湖南巡抚。次年調江南巡抚。在两江富庶之地，郑端洁身自好，“廉以持躬，静以镇物”，兴利除害，对待属吏宽严相济，使他们不敢徇私枉法。郑端还停止两淮盐商的“岁献” 陋规，抑制豪强权贵，从不畏惧妥协。康熙三十一年（1692年）卒于官署。謚端清。

## 著作
著有《政学录》、《日知堂文集》、《朱子学归》、《孙子汇徵》，均收入《四库总目》并传于世。

## 家庭
- 父：鄭芋
- 子：鄭知寵，鄭知芳

## 外部連結
- 鄭端 （页面存档备份，存于）